# Olivia Grosvenor, Duquesa de Westminster
Olivia Grace Grosvenor (nascida Henson; Londres, 1 de setembro de 1992) é uma aristocrata britânica. Após o seu casamento com o 7.º Duque de Westminster em junho de 2024 tornou-se a Duquesa de Westminster.

## Início da vida e família
Olivia nasceu em Londres, filha de Rupert Cornelius Brooke Henson e Caroline Belinda Frisby, descendente de Sir Richard Hoare, fundador do banco C. Hoare & Co. A sua bisavó materna era Geraldine Mariana Hoare. (nascida Hervey, 1869-1955), filha do Lorde Augustus Hervey e bisneta do 5.º Duque de Rutland. A primeira esposa do tio-avô de Henson, Henry Peregrine Hoare (1901–1981), Anne, Lady Ebury, era a mãe do 8.º Conde de Wilton, o herdeiro presuntivo do título subsidiário do marido de Henson, Marquês de Westminster.

## Educação e carreira
Henson frequentou Dragon School, uma escola particular em Oxford, antes de frequentar Marlborough College, um internato em Wiltshire, ao lado da Princesa Eugénia. Ela formou-se no Trinity College, Dublin (TCD), com uma licenciatura em Estudos Hispânicos e Italiano. Henson trabalha na indústria de alimentos e bebidas sustentáveis. Desde 2019, ela trabalha na Belazu, uma empresa de produção de alimentos éticos sediada em Londres, e já trabalhou para empresas como a empresa de sucos prensados Daily Dose.

## Vida pessoal
Em abril de 2023, foi anunciado o noivado de Olivia com o 7.º Duque de Westminster . O duque propôs casamento em Eaton Hall, a sua propriedade familiar, após quase dois anos de relacionamento com Henson. O duque é próximo da família real britânica; ele é afilhado do Rei Carlos III e padrinho do Príncipe Jorge de Gales e do Príncipe Archie de Sussex.
Os dois casaram-se na Catedral de Chester em 7 de junho de 2024. Olivia usou a tiara de diamantes Grosvenor de 1906 da Fabergé para a cerimônia. O desenho do bordado no seu vestido de noiva incorporou motivos florais e bordas do véu datado de 1880 usado por sua bisavó Geraldine Mariana Hervey no seu casamento em 1898.
O Príncipe de Gales serviu como recepcionista durante o casamento. Os convidados incluíam a Princesa Eugénia e Leonora, Condessa de Lichfield. O serviço foi oficiado pelo Reitor de Chester, enquanto o sermão foi proferido pelo Bispo de Chester.
Quando o casal saiu da catedral em direção ao carro que o aguardava, dois membros do Just Stop Oil causaram distúrbios.
Em março de 2025, o casal anunciou que esperava o seu primeiro filho.
Olívia e o seu marido assistiram a um jogo da Liga dos Campeões da UEFA em Villa Park, ao lado do Príncipe de Gales, naquela que foi a sua primeira aparição pública conjunta desde o anúncio de que estavam à espera do primeiro filho. Estiveram também presentes o Príncipe Jorge de Gales e Edward van Cutsem.
A 27 de julho de 2025, nasceu a sua primeira filha, Cosima Florence Grosvenor.

## Obras de caridade
O Duque e a Duquesa de Westminster visitaram o campus Queen's Park da Universidade de Chester, em Handbridge, no âmbito de uma iniciativa de cariz solidário, durante a qual realizaram uma visita às instalações, incluindo salas de simulação e de realidade virtual. Esta visita marcou a primeira aparição pública da Duquesa desde o anúncio da sua gravidez. A reitora da universidade, Professora Eunice Simmons, recebeu o casal e destacou a ocasião como uma oportunidade para apresentar os recursos da instituição.